# Přestavlky (zámek, okres Plzeň-jih)
Přestavlky jsou zámek ve stejnojmenné obci jihozápadně od Dobřan v okrese Plzeň-jih. Postaven byl roku 1740 na místě starší tvrze proboštem chotěšovského kláštera. Od roku 1958 je chráněn jako kulturní památka ČR.

## Historie
První písemná zmínka o vesnici pochází z roku 1243, kdy patřila Purkartovi se synem Zdislavem. Z roku 1250 se dochovala zmínka o Olbramovi a Vilartovi. August Sedláček označil Přestavlky jako zemanské sídlo a předpokládal tedy, že ve vsi stála tvrz již ve třináctém století, ale její existence v uvedené době nebyla doložena. Další zprávy jsou až ze druhé poloviny čtrnáctého století, kdy měl patronátní právo ke zdejšímu kostelu Vlach, který je považován za předka rodu Chlumčanských z Přestavlk. Jeho potomkům vesnice patřila nejméně do roku 1496, ve kterém je jako majitel naposledy uváděn Mikuláš Vlach z Přestavlk. Na počátku šestnáctého století zde sídlil Oldřich Lukavský z Hrádku. Zanechal po sobě pouze nezletilé dcery, a proto bylo panství prodáno Petru Cehnicovi z Říčan uváděnému zde v letech 1516–1531. Po něm panství převzali synové Jan a Šebestián, který je roku 1575 prodal Adamovi z Klenového. Zadlužený Adam o Přestavlky roku 1603 přišel. Novým majitelem se stal Jiřík z Klenového a po něm jeho syn Václav, který statek roku 1617 prodal Vilémovi staršímu z Klenového, jehož potomkům patřil hluboko do sedmnáctého století, kdy je vystřídali Jeníškové z Újezda.
V roce 1677 panství získal chotěšovský klášter, který tvrz pravděpodobně upravil na hospodářský dvůr. Na konci sedmnáctého století dvůr vyhořel, ale byl obnoven a roku 1740 byl v jeho jihozápadním nároží na pokyn probošta Ch. F. Schmidla postaven barokní zámek. Po zrušení kláštera statek zůstal u chotěšovského panství, které v roce 1822 koupili Thurn-Taxisové.

## Stavební podoba
Jednopatrový zámek s mansardovou střechou má obdélníkový půdorys. Vnější stěny jsou členěné lizénami, rustikovými pásy a okny, která jsou v prvním patře vybavená parapety a zdobená supraportou se segmentově proloženou římsou. Přízemní prostory jsou zaklenuté valenými klenbami s lunetami, zatímco místnosti v patře mají ploché stropy s fabiony a štukovými poli. Rok výstavby a stavitele dokládá akantová kartuš ze znakem Kr. Fr. Schmidla (podle Miloslava Bělohlávka Ch. F. Schmidla) nad vstupním portálem.